# Charles Bettelheim
Charles Bettelheim (París, 20 de noviembre de 1913 - 20 de julio de 2006) fue un filósofo y economista marxista francés. 
Fue catedrático de Economía Política en la École Pratique des Hautes Études y profesor en la Universidad de la Sorbona. Posteriormente fue nombrado director del Centro de Estudios Sociales y de Relaciones Internacionales en el Ministerio de Trabajo de Francia, y consejero económico del gobierno de Cuba.

## Pensamiento
En su pensamiento pueden apreciarse diversas etapas:
En la primera se centró en temas relacionados con el empleo, la organización y la planificación y las economías socialistas. La ruptura con China y la URSS provocó que sus estudios se centraran en los procesos revolucionarios y de transición entre fases. En este momento pasa a ser crítico con la economía soviética, y sigue con atención la experiencia de China. Polemiza con el Che Guevara sobre la ley del valor y la construcción del socialismo en Cuba. En este sentido criticó que la visión económica del Che tenía un «enfoque idealista» que conduciría al fracaso y afirmaba que el cambio de la conducta de los seres humanos dependía más de la evolución de las fuerzas productivas que de la educación, por lo que persistiría la producción mercantil en el inicio de la construcción del socialismo —y con ello la vigencia de la ley del valor, del mercado y del cálculo económico—.
Tras esto, Bettelheim dirige sus esfuerzos a elaborar los conceptos teóricos indispensables para poder ser aplicados al análisis de las formaciones sociales en transición al socialismo, advirtiendo que en este tipo de transición, junto a relaciones de carácter socialista, de acuerdo con Bettelheim existen relaciones capitalistas en todos los niveles: económico, político e ideológico; siendo estas categorías no residuos del pasado, sino que se generan en las propias sociedades en transición. Por ello, ciertas sociedades, como la soviética, no tienden hacia el socialismo, sino hacia el capitalismo, pues existen clases sociales y plusvalía. Aplicando este método de análisis, explica el proceso de restauración del capitalismo en la URSS. En este momento Bettelheim debatirá con Paul Sweezy sobre la invasión soviética de Checoslovaquia en 1968. Este debate será recogido en el libro Algunos problemas actuales del socialismo, y servirá para mostrar la tesis de Bettelheim sobre cuándo un país socialista se dirige a una restauración del capitalismo (restauración que tanto en Checoslovaquia como en la Unión Soviética se estaba produciendo, según los análisis de Bettelheim).
Aunque los análisis económicos de Bettelheim son excesivamente rígidos y estáticos, sus aportaciones sobre las formaciones sociales y la transición entre estas es de gran importancia para el marxismo, máxime cuando es un área poco estudiada por los teóricos. En este campo se pueden mencionar sus libros La transición a la economía socialista (Barcelona: Fontanella, 1974), Cálculo económico y formas de propiedad (Madrid: siglo XXI, 1973) y el ya citado Algunos problemas actuales del socialismo (Madrid: siglo XXI, 1973).
Sin embargo, Charles Bettelheim cayó en un olvido casi total desde los años 90. Una excepción a esto es la India, donde la feminista marxista Ranganayakamm ha publicado varios de sus trabajos en inglés y telugu.

## Ensayos en castellano
- Cálculo económico y formas de propiedad
- La economía alemana bajo el nazismo
- La India independiente
- Las luchas de clases en la URSS: primer período, 1917-1923
- Las luchas de clases en la URSS: segundo período (1923-1930)
- Las luchas de clases en la URSS: tercer período, parte I, Los dominados (1930-1941)
- Problemas teóricos y prácticos de la planificación
- Revolución cultural y organización industrial en China
- La transición a la economía socialista
- Vía china versus modelo soviético
- Planificación y crecimiento acelerado
- La construcción del socialismo en China
- El marxismo y la dialéctica en Mao
- China después de Mao

## Textos de Charles Bettelheim
- Intercambio internacional y desarrollo regional

- Las luchas de clases en la URSS - Prefacio (II Parte)

- Sobre la transición entre el capitalismo y el socialismo (Formato Word)

- Datos: Q658357